# BMW F39
La BMW F39 è la prima generazione della BMW X2, un'autovettura di tipo SUV di segmento C prodotta dal 2018 al 2023 dalla casa automobilistica tedesca BMW.

## Contesto

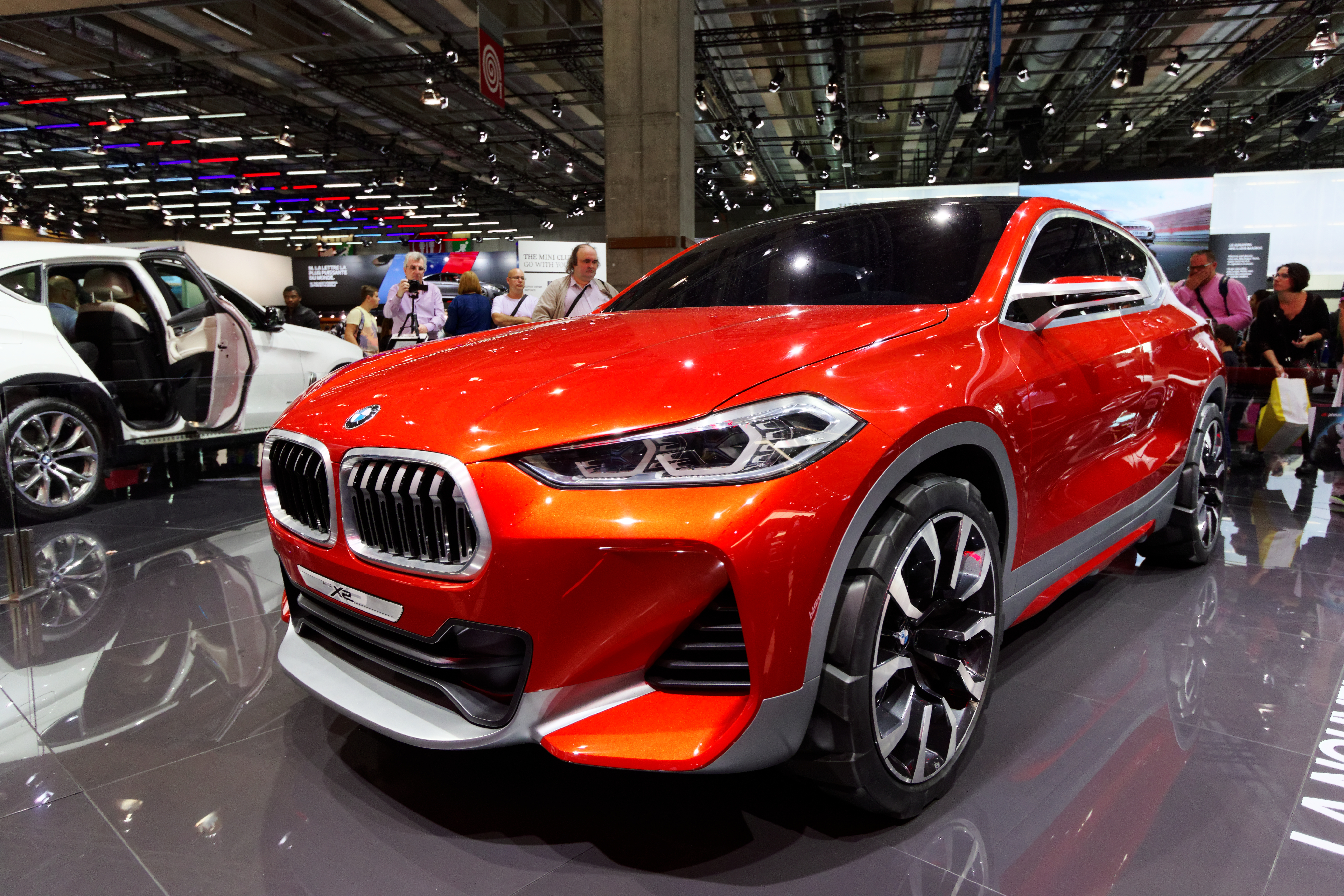
BMW Concept X2

F39 è la prima generazione di X2 e si basa sull'architettura UKL condivisa con altri modelli BMW e MINI. Si basa sulla BMW Concept X2 presentata al Salone di Parigi 2016, seguita da una presentazione online del modello di produzione finale il 25 ottobre 2017. I modelli sono disponibili con la trazione anteriore e trazione integrale xDrive e i motori iniziali includono benzina 3 cilindri turbo e modelli benzina e diesel 4 cilindri.

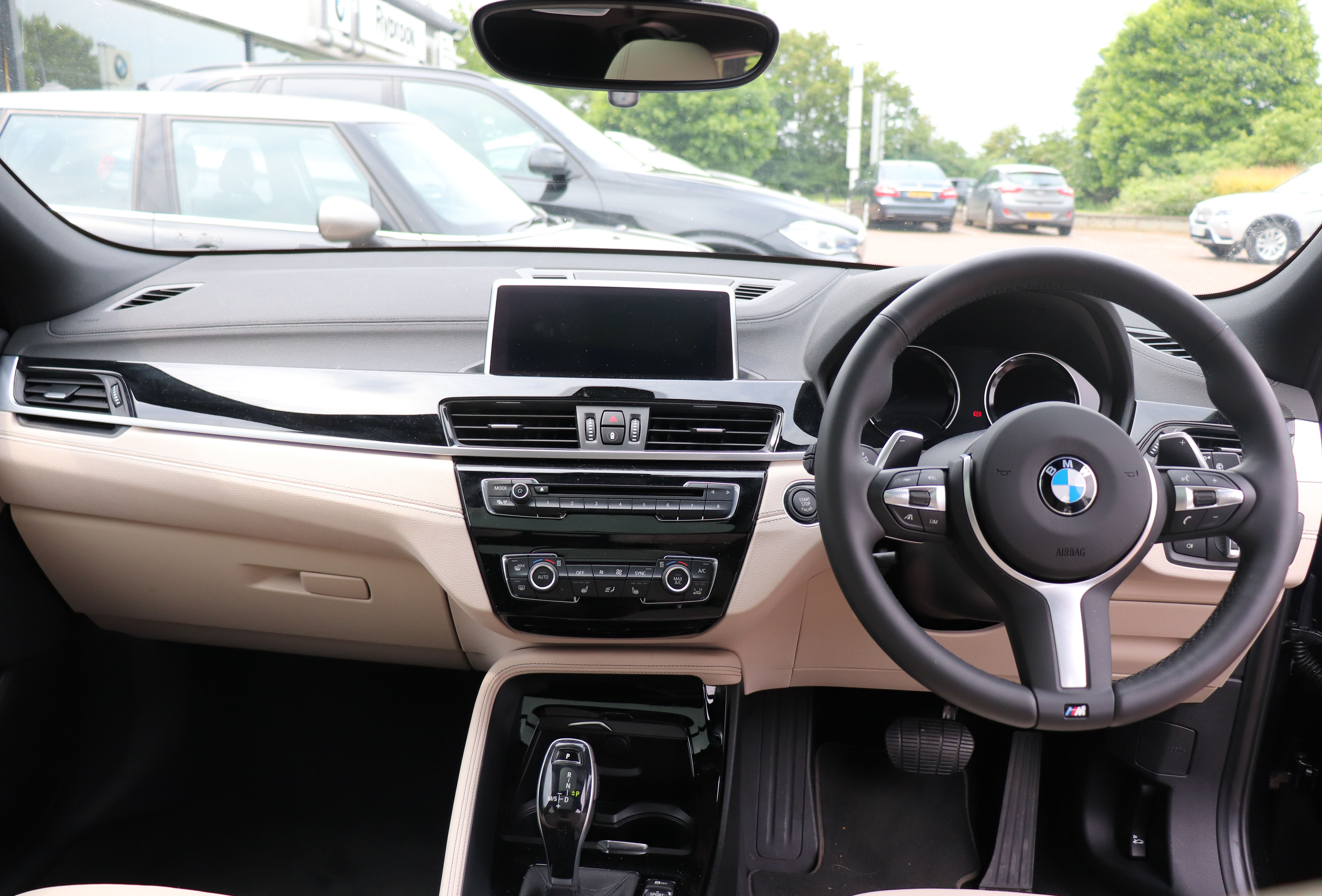
Interni

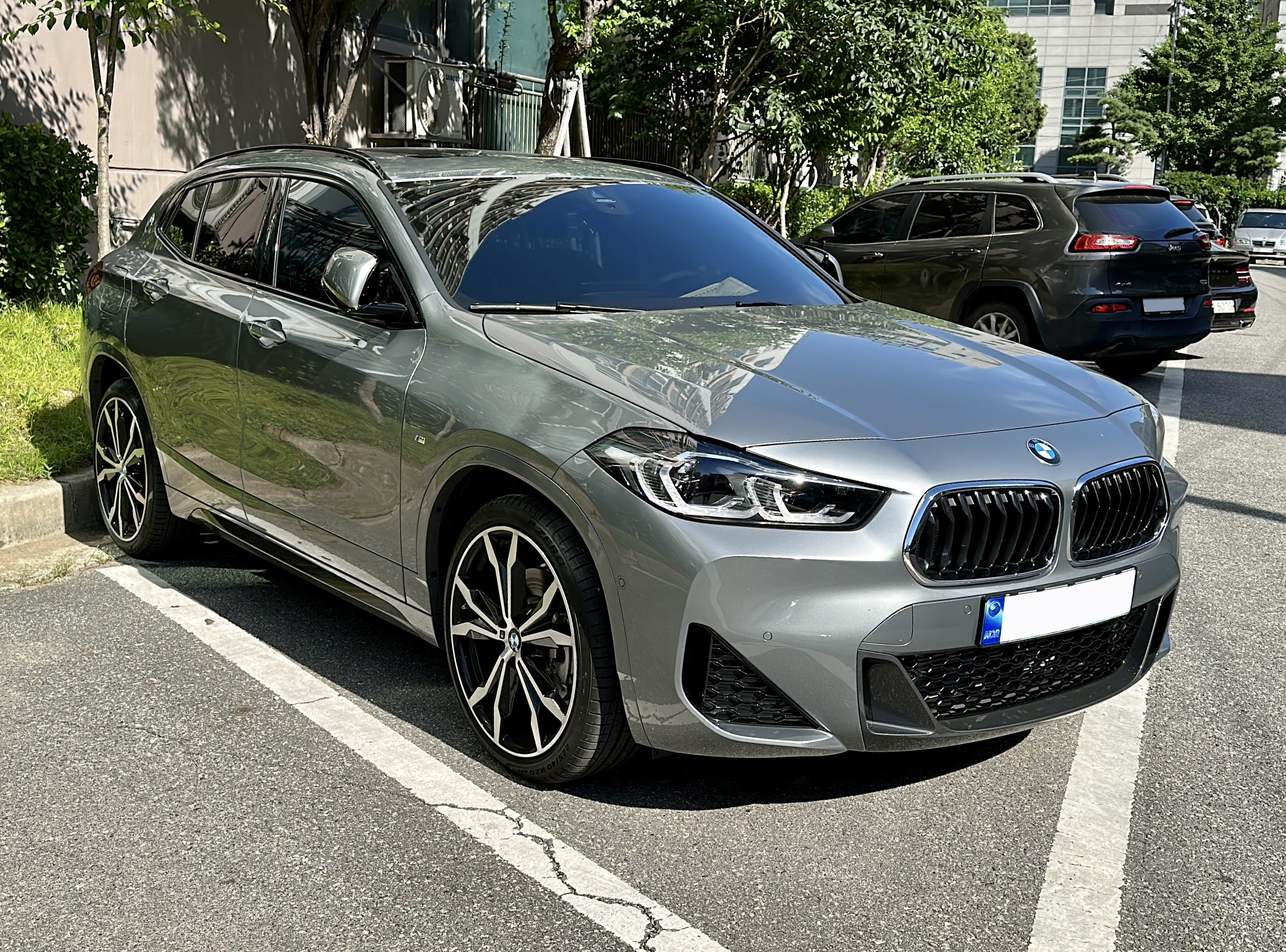
Restyling 2020

L'X2 è stata offerto con allestimento standard, M Sport e M Sport X. L'allestimento standard prevedeva sedili in tessuto, uno schermo iDrive 6.0 da 6,5 pollici e ruote da 17 pollici, mentre i modelli M Sport e M Sport X ruote da 19 pollici, il controllo dinamico degli ammortizzatori e freni maggiorati di 10 mm con sospensioni sportive.
I modelli sDrive18i e 18d erano disponibili con cambio manuale a 6 marce, mentre i modelli sDrive18i con un cambio a doppia frizione a 7 marce. Il resto della gamma di utilizzava una trasmissione automatica a 8 velocità.
Nel 2019 viene sottoposta ai crash test e valutazione di sicurezza dalla Insurance Institute for Highway Safety
Nel 2020 subisce un leggero restyling, che porta una nuova motorizzazione ibrida ricaricabile.

## Riconoscimenti
- Premio iF Product Design Award 2018[8]